# Boomstamkano

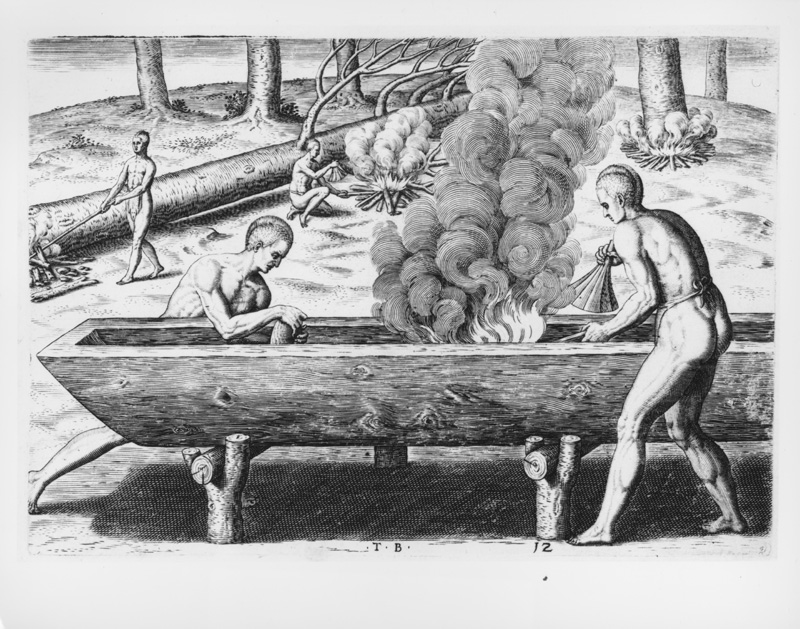
Het uitbranden van een boomstam door Noord-Amerikaanse inheemsen in de zestiende eeuw

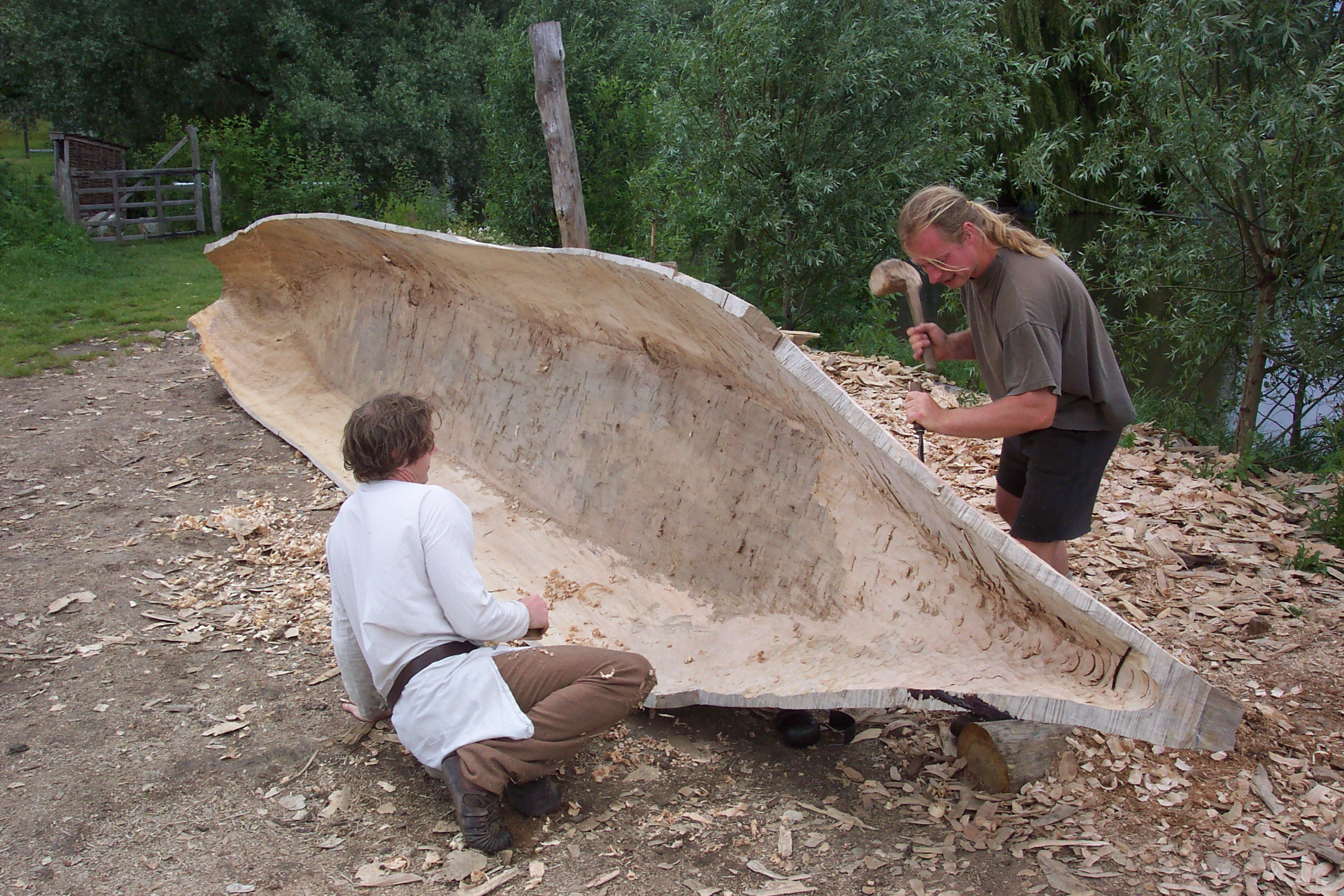
De bouw van een 10 meter grote zeewaardige boomstamkano

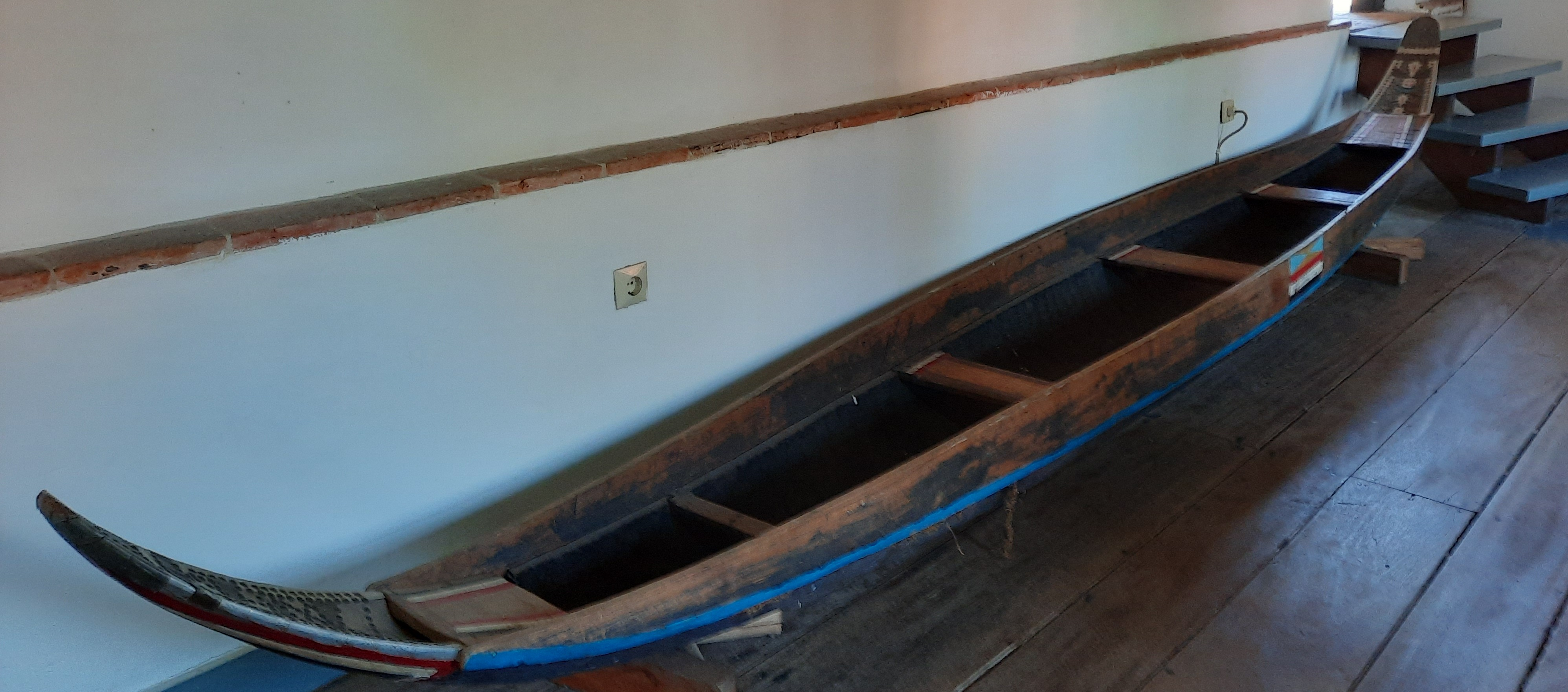
Boomstamkano in het Surinaams Museum

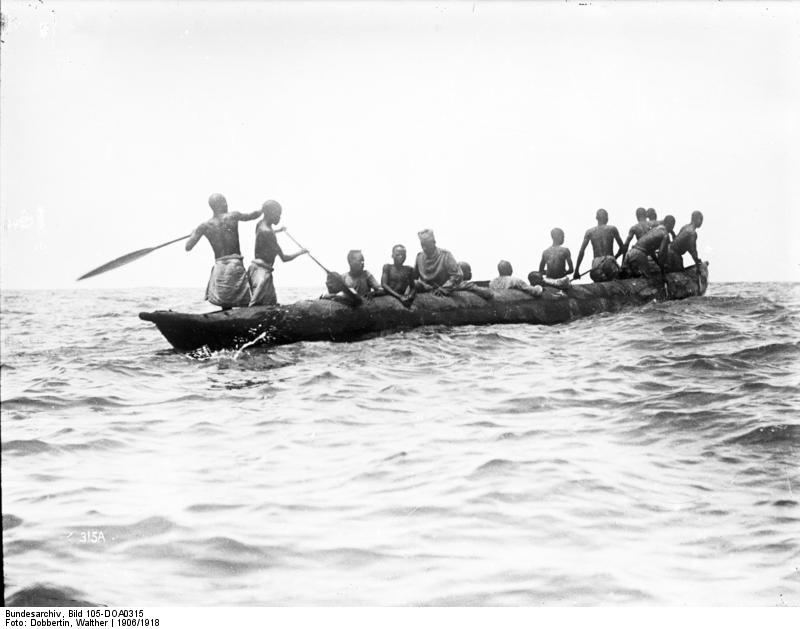
Boomstamkano in Oost-Afrika, 1906

Een boomstamkano, monoxylon  of korjaal is een kano gemaakt uit een enkele boomstam. Hij is in vrijwel de hele wereld bekend en gebruikt. Er is een zeer grote variatie in maat en vorm, afhankelijk van het cultuurgebied en het cultuurstadium.
De boomstamkano wordt heden ten dage nog gebruikt in bijvoorbeeld Indonesië en Nieuw-Guinea, Australië, Afrika en Zuid-Amerika. Alleen al in de Indonesische archipel is er een enorme variatie in vorm en uitvoering.

## Archeologische vondsten
Omstreeks 1952 werd bij het graven van ijzererts in het dal van de Daarlerbeek ten noordoosten van Daarle een boomstamkano gevonden. De ouderdom is onbekend, maar aangezien er in dezelfde buurt in het beekdal twee stenen bijlen zijn gevonden kan men de ouderdom toch bepalen op minstens 3000 tot 5000 v.Chr.
De vondsten lagen aan het begin van de knuppelbrug die door de 'Moerige venen' liep van Daarle naar de hoogte van Sibculo.
In 1955 werd in het 'Blikkenveen' bij Pesse in de provincie Drenthe een drie meter lange en 44 cm brede boomstamkano gevonden. Hij staat bekend als de kano van Pesse. Het vaartuig is vervaardigd van het hout van een grove den en dateert uit 8200 tot 7600 v.Chr. Het is de oudst bekende boomstamkano.
In Bergschenhoek werd in 1978 een boomstamkano van elzenhout gevonden.
Bij Hazendonk werd een eikenhouten boomstamkano gevonden uit de Midden-Vroege Steentijd.
In 1998 werd tijdens opgravingen voorafgaande aan de bouw van de Betuweroute bij Hardinxveld-Giessendam een 5,5 m lange en 0,5 m brede boomstamkano van lindenhout gevonden. Deze boomstamkano is mogelijk zo'n 5000 jaar oud.
In 2003 bij de aanleg van een tunnel onder het spoor in Uitgeest is een boomstamkano gevonden. Gemaakt van eikenhout, gedateerd 617-600 vC, de kano was ongeveer 30 cm diep maar veel delen ontbreken nu.
In 2005 werd in Vlaardingen een ongeveer 10 meter lange boomstamkano gevonden van ca. 800 v.Chr.
In 2007 werd in Dijkgatswijde, bij Den Oever, Wieringermeer, een kano gelicht. Ook deze kano was van eikenhout, hij is gedateerd op 3300-3000 vC. De vondst was onverwacht omdat alle archeologische sporen ter plaatse bij een overstroming in 1945 verloren waren gegaan.

## Vervaardiging
Ondanks het primitieve uiterlijk stelt de vervaardiging van een boomstamkano hoge eisen aan de maker(s). Allereerst dient er een geschikte stam uitgezocht te worden die lang en recht genoeg is, met zo weinig mogelijk zijtakken. Daarna het vellen, transporteren en voorbereiden van de stam.
Het eigenlijke uithollen kon op verschillende manieren gebeuren, van alleen branden tot het bewerken met gereedschappen van steen, been, brons en ijzer, naargelang de ontwikkeling en cultuur. In Suriname worden korjalen na het uithollen doorgaans uitgebogen en krijgen ze een opbouw aan de zijkant, waardoor vrij brede kano's ontstaan.
Het is een tijdrovende zaak geweest die veel inzet vroeg van de makers, die dit alleen konden en kunnen doen als zij deel uitmaakten van een gemeenschap die als geheel gediend was met het vaartuig.

## Boomstamkano Eindhoven
In 2003 ging in Eindhoven een boomstamkanoproject van start. Om een Noord-Amerikaanse boomstamkano na te maken, werd een 18 ton zware populier met een doorsnede van 1,80 m uit Duitsland overgebracht. Hieruit werd een 10 m lange boomstamkano vervaardigd. Bij het maken van de kano werd gebruikgemaakt van modern gereedschap.